# Ladislaus von Bortkiewicz
Ladislaus Josephovich Bortkiewicz (São Petersburgo, 7 de agosto de 1868 – Berlim, 15 de julho de 1931) foi um economista e estatístico russo de ascendência polonesa. É notável por seu livro Das Gesetz der kleinen Zahlen (em português, 'A lei dos pequenos números'), onde mostra como a distribuição de Poisson, uma distribuição de probabilidade discreta, pode ser útil em estatística aplicada. Deu contribuições significativas para a economia matemática. Viveu a naior parte de sua vida profissional na Alemanha, onde foi professor na Universidade de Estrasburgo (Privatdozent, 1895–1897) e Universidade de Berlim (1901–1931).

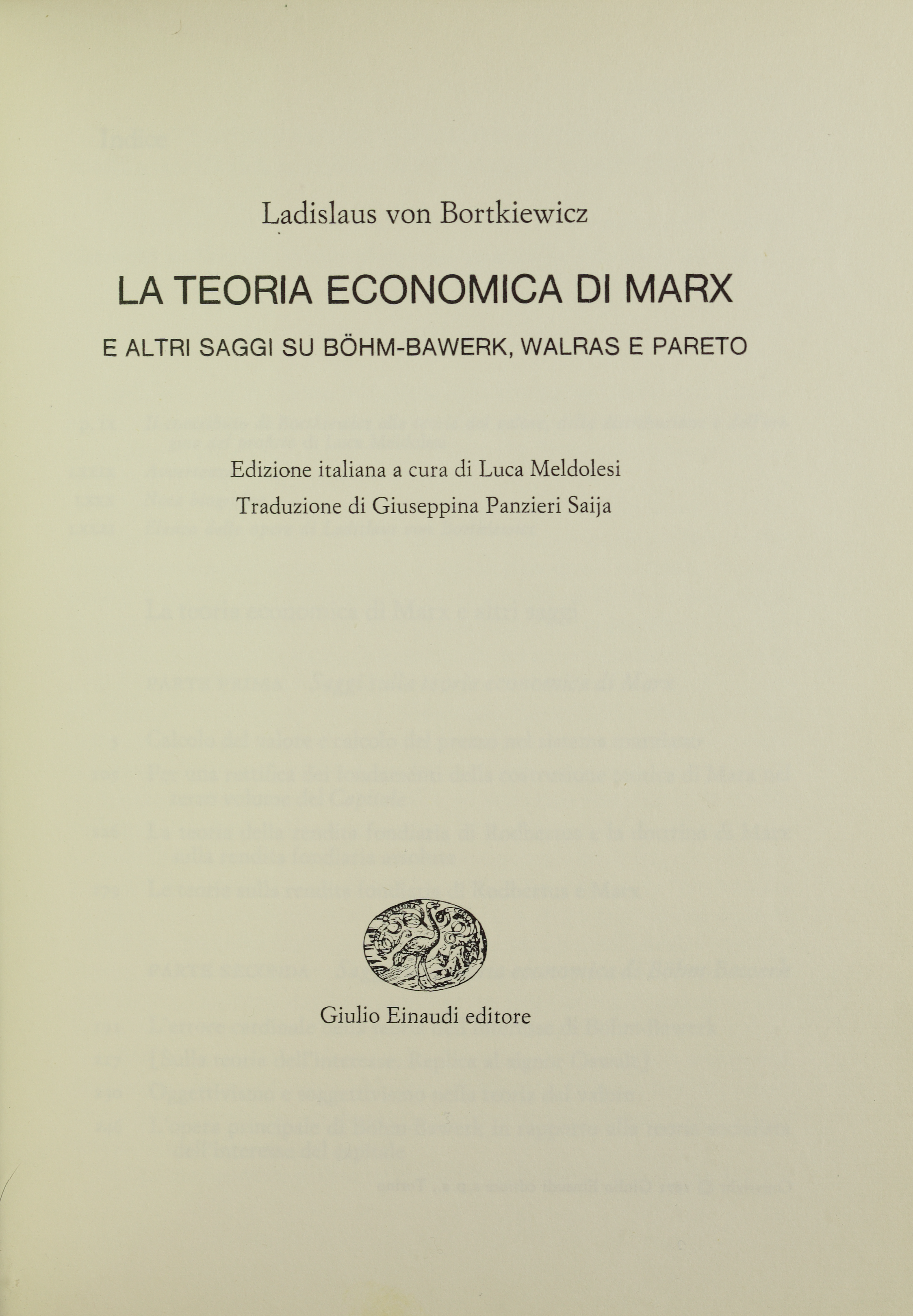
De Bortkiewicz 1971 o livro The economic theory of Marx

Bortkiewicz morreu em Berlim. Seu arquivo, incluindo diversas cartas escritas entre 1876 e 1931, foi depositado na Universidade de Uppsala, Suécia, exceto por sua correspondência com Léon Walras, que foi para a coleção de seu discípulo William Jaffé, nos Estados Unidos.

## Publicações selecionadas
- Die mittlere Lebensdauer. Die Methoden ihrer Bestimmung und ihr Verhältnis zur Sterblichkeitsmessung. Gustav Fischer, Jena 1893 (Göttinger Digitalisierungszentrum)
- "Review of Léon Walras, Éléments d'économie politique pure, 2e édit.", 1890, Revue d'économie politique
- Ladislaus Bortkiewicz (1898). Das Gesetz der kleinen Zahlen (PDF). Leipzig: B.G. Teubner
- Ladislaus von Bortkiewicz (1906). «Wertrechnung und Preisrechnung im Marxschen System (1)» (PDF). Archiv für Sozialwissenschaft und Sozialpolitik. 23: 1–50
- Ladislaus von Bortkiewicz (1907). «Wertrechnung und Preisrechnung im Marxschen System (2)» (PDF). Archiv für Sozialwissenschaft und Sozialpolitik. 25: 10—51 — Article's English translation (Value and Price in the Marxian System), 1952, International Economic Papers, No.2
- Ladislaus von Bortkiewicz (1907). «Wertrechnung und Preisrechnung im Marxschen System (3)» (PDF). Archiv für Sozialwissenschaft und Sozialpolitik. 25: 455—488
- Ladislaus von Bortkiewicz (1949). «On the Correction of Marx's Fundamental Theoretical Construction in the Third Volume of Capital» (PDF). In:  Paul M. Sweezy. Karl Marx and the Close of his System. New York: Augustus M. Kelley. pp. 197–221 — Spanish version 1917 * Original German version
- Ladislaus Bortkiewicz (1917). Die Iterationen — Ein Beitrag zur Wahrscheinlichkeitstheorie. Berlin: Springer
- "Die Rodbertus'sche Grundrententheorie und die Marx'sche Lehre von der absoluten Grundrente", from: "Archiv für die Geschichte des Sozialismus und der Arbeiterbewegung", 1910–11